# King-Crane-kommissionen
King-Crane-kommissionen (officielt kaldet 1919 Inter-Allied Commission on Mandates in Turkey) var en undersøgelseskommission vedrørende disponeringen af områder inden for det tidligere Osmanniske Rige.
Kommissionen var foranlediget af fredskonferencen i Paris i 1919. Kommissionen besøgte områder i Palæstina, Syrien, Libanon og Anatolien, undersøgte stemningen blandt den lokale befolkning og vurderede deres syn på den bedste løsning for regionen. Kommissionen var oprindeligt tiltænkt til at omfatte både franske, britiske, italienske og amerikanske repræsentanter, men endte med udelukkende at være en amerikanske kommission, idet de andre lande trak sig for at undgå risikoen for at blive "konfronteret med anbefalinger fra deres egne udpegede delegerede, som kunne være i konflikt med deres politik". Med de andre Allierede nationers frafald mistede kommissionen enhver reel troværdighed.
Kommissionen forelagde sin rapport til fredskonferencen i Paris i august 1919. Fredskonferencen var fra begyndelsen undermineret af Frankrig og Storbritanniens pagt, Sykes-Picot-aftalen og kolonialistisk tankegang – og fredskonferencen havde stort set bestemt områdets fremtid, inden rapporten var færdig.

## Sammenhæng
Ved fredskonferencen i Paris i 1919 forsøgte en gruppe af imperialistiske nationer – hovedsageligt Frankrig og Storbritannien – at dele det tidligere Osmanniske Rige indbyrdes ved hjælp af mandat-systemet. Anti-imperialistiske ledere såsom præsident Wilson og Amir Faysal søgte at modsætte sig sådanne planer. Konferencen i Paris begyndte i 1919. I kølvandet på 1. verdenskrig var deltagerne udmattede og særligt interesserede i deres rival, Det Osmanniske Riges, skæbne.
Især franskmændene havde flere krav i Mellemøsten. Siden begyndelsen af 1900'erne havde franskmændene begyndt at opbygge relationer og krav i regionen – foranlediget af forskellige politiske, moralske og økonomiske årsager. Franskmændene skabte en rolle for sig selv som den traditionelle beskytter af libanesiske kristne. Franskmændene støttede således maronitterne (en kristen etnisk gruppe) i Libanon med missionærer og skoler, hvilket underbyggede deres relation til det kristne religiøse samfund i området. Mange libanesiske kristne – som følge af de var en minoritet i området – frygtede at blive forfulgt og støttede derfor det franske mandat. Dette medvirkede til at give den franske politiske troværdighed i regionen.
Endelig kontrollerede franske kapitalister 63% af den osmanniske gæld. Denne økonomiske forbindelse gjorde, at Frankrig var bekymret over Det Osmanniske Riges skæbne. Franskmændene var ligeledes fastbestemte på, at de – på grund af deres unikke relation til Syrien – skulle modtage et mandat i Syrien.

### Hemmelige forhandlinger
Franskmændene dannede en alliance med briterne for at fremsætte deres krav. Mens briterne ikke havde de samme forbindelser og relationer til Mellemøsten, var de stadig interesserede i at forsvare og ekspandere deres eksisterende koloniimperium. I den hemmelige Sykes Picot-aftalen fra 1916, som senere blev offentliggjort, blev franskmændene og briterne enige om at dele Mellemøsten mellem dem efter krigen. Denne aftale gjorde forhandlingerne vedrørende Mellemøsten næsten umulige, da parterne mødes og forhandlede ved Paris-fredskonferencen. Da amerikanske diplomater foreslog King-Crane-kommissionen til at undersøge folkestemningen i Storsyrien, var både franske og britiske diplomater formelt enige, men i realiteten var resultatet allerede blevet besluttet bag kulisserne.
Briterne deltog også i hemmelige forhandlinger med de arabiske ledere under Hussein-McMahon-korrespondancen før afholdelsen af Paris-konferencen. I sidste ende resulterede dette i større mistillid mellem briterne og araberne, da det blev afsløret, at briterne samtidig førte hemmelige forhandlinger med franskmændene (f.eks. Sykes-Picot-aftalen) og zionisterne (herunder Balfour-deklarationen). Da det blev tid til at vælge et mandat, følte araberne, at de ikke længere kunne stole på Storbritannien på grund af deres støtte til zionismen.

### Zionisme og tidlig jødisk bosættelse
Zionisme har været et populært og kontroversielt emne blandt historikere i mange år. I henhold til den israelsk-arabiske forfatter Nadim Rouhana "fandt selve mødet sted mellem en gruppe mennesker, der boede i deres hjemland, og en gruppe mennesker, der ankom fra andre dele af verden, styret af en ideologi, der hævdede det samme land, som udelukkende deres hjemland." Rouhanas opfattelse af zionismen bygger på et eksklusionssystem, hvor zionister ankom og stjal landområder. Denne fortolkning er forståelig i betragtning af arten af den fremtidige stat Israel, men den giver ikke et fuldstændigt billede af det jødiske folk i Palæstina. Forfatteren Dina Porat afrunder Rouhanas argument ved at sige: "Næsten ingen af zionistlederne, der blev uddannet i Europa, studerede arabisk...Araberne mestrede ikke de europæiske sprog eller det hebraiske sprog, som blev talt af bosætterne. Fraværet af et fælles sprog skabte en kløft, der eksisterer den dag i dag.” Årsagen til afstanden mellem de to grupper hvilede i manglen på kulturel assimilering. Disse to synspunkter viser, at mødet mellem zionister og arabere var et møde, hvor kulturelle forskelle blev ignoreret eller udnyttet. Især briterne udnyttede rivaliseringen mellem disse grupper med Balfour-deklarationen.

## Fredskonferencen i Paris i 1919
Kommissionen blev oprindeligt foreslået af USA som et internationalt samarbejde for at afgøre, hvorvidt regionen var klar til selvbestemmelse. Desuden skulle kommissionen fastlægge, hvilke nationer – hvis nogen – de lokale ønskede administrerede og styrede mandatområdet. Idéen om en fælles kommission modtog dog begrænset støtte fra de andre nationer. Samtidig indså USA , at briterne og franskmændene allerede var kommet frem til en fælles forståelse, hvad angik regionens fremtid, hvorfor ny information fra en eventuel kommission kun kunne skabe yderligere problemer og mudre vandet. Derfor sponserede USA i sidste ende kommissionen alene.
Kommissionens repræsentanter blev udpeget af præsident Woodrow Wilson og bestod af Henry Churchill King – en teolog og præsident for Oberlin College – og Charles R. Crane – en fremtrædende doner og bidragyder til det Demokratiske Parti.
Kommissionens arbejde blev hæmmet af det faktum, at det var den britiske hær, der beskyttede kommissionen og samtidig kontrollerede tolkene. Dette bidragede til i nogen grad at give et skævvredet billede af situationen, idet det var betydeligt lettere at tilkendegive kritiske synspunkter om franskmændene end briterne. Ikke desto mindre konkluderede kommissionen – baseret på interviews med lokale ledere – at uafhængighed var den foretrukne løsning, mens et mandatområde administreret af amerikanerne blev betragtet som den næstbedste løsning. Et mandatområde administreret af briterne blev betragte som den tredjebedste løsning, mens franskmændene havde mindst støtte.
Baseret på disse interviews konkluderede King, at mens Mellemøsten "ikke var klar" til uafhængighed, ville en koloniregering heller ikke tjene folket godt. Han anbefalede i stedet, at amerikanerne flyttede ind og administrerede regionen, fordi kun USA havde den fornødne tillid til at guide folket til uafhængighed, fremfor en imperialistisk magt. Kings personlige skrifter synes at vise, at hans altoverskyggende bekymring var den moralsk korrekte handling – ikke handlinger nødvendigvis styret af politik eller pragmatisme. Republikanerne havde genvundet kontrollen over det amerikanske senat ved midtvejsvalget i 1918. I lyset af den republikanske isolationisme var sandsynligheden for en enorm militær involvering og tilstedeværelse i udlandet – selv med britisk og fransk tilskyndelse – praktisk talt nul.
Det britiske udenrigsministerium var villig til at tillade enten USA eller Storbritannien at administrere det foreslåede Palæstina-mandat, men ikke den franske eller den italienske regering. Spørgsmålet endte med at være ligegyldigt, idet Lloyd George og Georges Clemenceau – regeringschefer i Storbritannien og Frankrig – formåede at udarbejde af bestemmelserne i San Remo-konferencen og Sèvres-traktaten. Lloyd George bemærkede, at "Venskabet med Frankrig er ti gange så meget værd som Syrien." Frankrig modtog Syrien, mens Storbritannien ville få Mesopotamien (Irak) og Palæstina – i modstrid med ønsket fra de adspurgte i King-Crane-kommissionen og kommissionens egen anbefaling. I USA strandede rapporten på grund af Wilsons sygdom og senere død.

### Forsinket offentliggørelse
Det var meningen, at rapporten skulle offentliggøres, efter det amerikanske senat havde ratificeret Versailles-traktaten. Senatet ratificerede dog aldrig denne traktat. Som følge heraf blev rapporten først udgivet til offentligheden i 1922, efter at Senatet og Repræsentanternes Hus havde vedtaget en fælles resolution, der favoriserede etableringen af et jødisk nationalt hjem i Palæstina i stil med Balfour-deklarationen. Den offentlige reaktion på rapporten var delt, da det blev erfaret, at det arabiske flertal havde favoriseret et amerikansk mandat med en demokratisk valgt konstituerende forsamling.

## Konklusioner vedrørende Syrien, Palæstina og Libanon
Kommissionens "Rapport om Syrien" dækkede de arabiske områder i det tidligere osmanniske Syrien – som på daværende tidspunkt var under administrationen af De Allierede (fælles britisk, fransk og arabisk styrker). Området omfattede landområder af nutidens Syrien, Libanon, Israel, de palæstinensiske områder og Jordan samt Hatay og Kilikien.
Kommissionens besøg i regionen varede samlet 42 dage – fra 10. juni til 21. juli 1919. Heraf besøgte kommissionen OETA Syd i 15 dage, OETA Vest i 10 dage, OETA Øst i 15 dage og OETA Nord i 2 dage. Med hensyn til OETA Nord havde kommissionen "ikke bestræbt sig på at afholde grundige høringer (...)", da kommissionen følte, at "de [landområderne i OETA Nord] ikke seriøst ville blive betragtet som en del af Syrien, og den ønskede ikke endnu at åbne spørgsmålet om tyrkisk-talende dele af det tidligere tyrkiske imperium." Befolkningsestimaterne inkluderet i rapporten var som følger:
|          | OETA Syd | OETA Vest | OETA Øst  | Total     |
| Muslimer | 515.000  | 600.000   | 1.250.000 | 2.365.000 |
| Kristne  | 62.500   | 400.000   | 125.000   | 587.500   |
| Druser   |          | 60.000    | 80.000    | 140.000   |
| Jøder    | 65.000   | 15.000    | 30.000    | 110.000   |
| Andre    | 5.000    | 20.000    | 20.000    | 45.000    |
| Total    | 647.500  | 1.095.000 | 1.505.000 | 3.247.500 |

Kommissionens rapport – som blev offentliggjort i 1922 – konkluderede, at de pågældende områder i Mellemøsten ikke var klar til selvstændighed. Derfor opfordrede kommissionen til, at man etablerede mandater i de pågældende områder, som havde til formål at etablere en overgangsperiode – hvor områderne blev forvaltet af en stormagt – inden områderne var klar til uafhængighed.
Kommissionen ønskede et "Syrien", der byggede på liberale og nationalistiske principper og udviklede sig til et moderne demokrati med beskyttelse af mindretalsrettigheder. Kommissionen lykkes med at overbevise store dele af den sekulære elite om dette mål, men dette påvirkede ikke forhandlingerne i Versailles. Den amerikanske historiker James Gelvin mener, at kommissionen faktisk svækkede de pro-vestlige eliters statur i Syrien, da deres vokale støtte til fuldstændig uafhængighed ikke havde nogen effekt på det endelige resultat. Ikke desto mindre blev det franske mandat i Syrien efterfølgende en realitet, og de lokale eliter blev her enten efterladt magtesløse eller kun tildelt magt efter franskmændenes lune. I henhold til Gelvins var dette med til at svække ønsket om et egentligt syrisk liberalt demokrati.
Selvom kommissionen var sympatisk over for zionismen, modsatte den sig oprettelsen af en jødisk stat i Palæstina, fordi dette var i konflikt med Balfour-deklarationen. Specifik ville dette være i konflikt med Balfour-deklarationens ønsket om at sikre det ikke-jødiske lokalsamfunds borgerlige og religiøse rettigheder. Kommissionen fandt, at "zionister så frem til en praktisk talt fuldstændig bortskaffelse af de nuværende ikke-jødiske indbyggere i Palæstina, som konsekvens af forskellige former for opkøb". Næsten 90% af den palæstinensiske befolkning var eftertrykkeligt imod hele det zionistiske program.
Rapporten bemærkede, at der eksisterede en udbredt anti-zionistisk følelse i Palæstina og Syrien, og dannelsen af jødisk stat derfor var modstridende med princippet om at tage hensyn til lokalbefolkningens ønske. Områdets "hellige natur" (religiøse områder) for både kristne, muslimer og jøder måtte yderligere udelukke, at der kun var jødisk kontrol over dette område. Endvidere bemærkede kommissionen, at jøder på det pågældende tidspunkt kun udgjorde 10% af befolkningen i Palæstina.
Kommissionens rapport var skeptisk over for levedygtigheden af en jødisk stat i "Syrien". Kommissionens logik gik på, at det først og fremmest var vigtigt at respektere retten til selvbestemmelse. Rapporten påpegede, at et flertal af "syrere" var imod dannelsen af en jødisk stat. Den konkluderede, at den eneste måde at etablere og håndhæve en levedygtig jødisk stat ville være ved hjælp af væbnet magt. Det var netop det, som kommissionen ønskede at undgå, hvorfor den afviste ideen og påpegede, at zionister forventede "en praktisk talt fuldstændig bortskaffelse af de nuværende ikke-jødiske indbyggere i Palæstina, som konsekvens af forskellige former for opkøb". Dog bemærkede rapporten, at der ikke ville være noget galt med, at jøder kom til "Israel" og levede som jødiske syriske borgere, men rapporten bemærkede samtidig, at "dannelsen af en sådan jødisk stat heller ikke kan gennemføres uden den alvorligste overtrædelse af civile og religiøse rettigheder for det eksisterende ikke-jødiske samfund i Palæstina". Sidstnævnte udsagn var baseret på den antagelse, at en hær på mindst 50.000 ville være påkrævet for at etablere jødisk ejerskab med magt. Med hensyn til dannelsen af en jødisk stat i Mellemøsten advarede rapporten: "Ikke kun du som præsident, men det amerikanske folk som helhed bør indse, at hvis den amerikanske regering besluttede at støtte etableringen af en jødisk stat i Palæstina, ville det forpligte det amerikanske folk til at bruge magt i området, idet en jødisk stat i Palæstina kun kan etableres og håndhæves ved hjælp af magt."
Om Palæstinas internationale betydning bemærkede rapporten:
"Det faktum, at den arabisktalende del af det tyrkiske imperium har været fødestedet for de tre store religioner: jødedommen, kristendommen og islam, og at Palæstina indeholder steder, der er hellige for alle tre, gør det uundgåeligt, at det bliver et center for interesse og bekymring for hele den civiliserede verden. Ingen løsning, der blot er lokal eller kun har et enkelt folk i tankerne, kan bruges."
Kommissionen påpegede yderligere, at de hellige steder "der har med Jesus at gøre – og også hellige for muslimer – ikke blot ikke er hellige for jøder, men afskyelige for dem", ville muslimer og kristne ikke føle sig tilfredse med kom under jødiske besiddelse eller varetægt. "Selv med de bedste hensigter kan det være uvist, om jøderne – overfor enten kristne eller muslimer – kunne forekomme at være ordentlige vogtere af de hellige steder eller vogtere af Det Hellige Land som helhed." Kommissionen anbefalede at inkludere Palæstina i en forenet syrisk stat, hvor de hellige steder blev varetaget af en international og tvær-religiøs kommission, hvor også jøderne ville have repræsentation. Således anbefalede kommissionen, at hele Syrien skulle blive under ét enkelt Mandat, ledet af en Magt, som folket ønsker – hvor USA var størstedelens førstevalg.

### Resultaterne af de modtagne andragender
King-Crane-kommissionen udførte "den første meningsmåling nogensinde af den arabiske befolkning", men dens resultater blev stort set ignoreret og glemt. Tabellen nedenfor gengiver resultaterne fra OETA Syd (det senere Palæstina), OETA Vest (senere Libanon og Vestsyrien) og OETA Øst (det senere Syrien og Transjordan).
|                                                                                     | OETA Syd | OETA Syd | OETA Vest | OETA Vest | OETA Øst | OETA Øst | Syria Samlet | Syria Samlet |
| ----------------------------------------------------------------------------------- | -------- | -------- | --------- | --------- | -------- | -------- | ------------ | ------------ |
|                                                                                     | Antal    | Pct.     | Antal.    | Pct.      | Antal    | Pct.     | Antal        | Pct.         |
| Samlet antal deltagere:                                                             | 260      |          | 446       |           | 1.157    |          | 1.863        |              |
| A—Territoriale grænser:                                                             |          |          |           |           |          |          |              |              |
| 1. For ét forenet Syrien                                                            | 221      | 85,0     | 187       | 41,9      | 1.022    | 94,3     | 1.500        | 80,4         |
| 2. For ét selvstændigt Palæstina                                                    | 3        | 1,1      | 1         | 0,22      | 2        | 0,17     | 6            | 0,32         |
| 3. For ét selvstændigt Palæstina under britisk mandat med fransk mandat over Syrien | 1        | 0,3      | 0         |           | 1        | 0,08     | 2            | 0,1          |
| 4. For autonomt Palæstina indenfor syrisk stat                                      | 24       | 9,2      | 0         |           | 0        |          | 24           | 1,29         |
| 5. For det uafhængigt Større Libanon                                                | 0        |          | 196       | 43,9      | 7        | 0,6      | 203          | 10,9         |
| 6. Imod uafhængigt Større Libanon                                                   | 0        |          | 108       | 24,2      | 954      | 82,0     | 1.062        | 57,0         |
| 7. For autonomt Lebanon med syrisk stat                                             | 0        |          | 33        | 7,4       | 0        |          | 33           | 1,76         |
| 8. For optagelse af Bekaa i Damascus                                                | 0        |          | 1         | 0,22      | 3        | 0,25     | 4            | 0,21         |
| 9. For optagelse af Bekaa i Libanon                                                 | 0        |          | 7         | 1,5       | 4        | 0,34     | 11           | 0,59         |
| 10. For optagelse af Kilikien med den armenske stat                                 | 0        |          | 3         | 0,67      | 0        |          | 3            | 0,16         |
| 11. For optagelse af Kilikien i syrisk stat                                         | 0        |          | 2         | 0,45      | 0        |          | 2            | 0,1          |
| B—Uafhængighed:                                                                     |          |          |           |           |          |          |              |              |
| 1. For Syriens absolutte uafhængighed                                               | 174      | 67,0     | 130       | 29,1      | 1.066    | 92,2     | 1.370        | 73,5         |
| 2. For uafhængighed for Irak (Mesopotamien)                                         | 26       | 10       | 76        | 17        | 976      | 84,3     | 1.278        | 68,5         |
| 3. For alle arabiske landes uafhængighed                                            | 30       | 11,5     | 9         | 2         | 58       | 5,0      | 97           | 5,2          |
| C—Regeringsform:                                                                    |          |          |           |           |          |          |              |              |
| 1. For demokratisk kongedømme                                                       | 5        | 1,9      | 96        | 21,5      | 1.006    | 87,0     | 1.107        | 59,3         |
| 2. For Emir Feisal som konge                                                        | 2        | 0,8      | 95        | 21,2      | 1.005    | 86,9     | 1102         | 59           |
| 3. For demokratisk repræsentativ regering                                           | 0        |          | 26        | 5,8       | 8        | 0,68     | 34           | 1,82         |
| 4. For beskyttelse af minoriteters rettigheder                                      | 4        | 1,5      | 19        | 4,2       | 1.000    | 86,5     | 1.023        | 54,9         |
| 5. Arabisk skal være officielt sprog                                                | 10       | 3,8      | 0         |           | 1        | 0,08     | 5            | 0,27         |
| 6. For afskaffelse af fremmede magter                                               | 5        | 1,9      | 0         |           | 0        |          | 10           | 53           |
| 7. For autonomi for alle provinser i Syrien                                         | 0        |          | 13        | 2,9       | 1        | 0,08     | 19           | 1,02         |
| D—Valg af mandat:                                                                   |          |          |           |           |          |          |              |              |
| 1. Britisk—                                                                         |          |          |           |           |          |          |              |              |
| a. For britisk mandat                                                               | 48       | 18,4     | 4         | 0,9       | 14       | 1,2      | 66           | 3,53         |
| b. For britisk mandat, hvis mandat er obligatorisk                                  | 0        |          | 0         |           | 0        |          | 0            |              |
| c. For britiske “assistance”                                                        | 0        |          | 4         | 0,9       | 0        |          | 4            | 0,21         |
| Total, britisk førstevalg                                                           | 48       | 18,4     | 8         | 1,8       | 14       | 1,2      | 70           | 3,75         |
| d. For britisk mandat som andetvalg                                                 | 2        | 0,8      | 26        | 5,8       | 13       | 1,1      | 41           | 2,19         |
| e. For britisk “assistance” som andetvalg                                           | 0        |          | 70        | 15,7      | 962      | 82,2     | 1032         | 55,3         |
| 2. Fransk—                                                                          |          |          |           |           |          |          |              |              |
| a. For fransk mandat                                                                | 17       | 6,5      | 213       | 47,7      | 41       | 3,5      | 271          | 14,52        |
| b. For fransk mandat, hvis mandat er obligatorisk                                   | 0        |          | 1         | 0,22      | 0        |          | 1            | 0,05         |
| c. For fransk “assistance”                                                          | 0        |          | 1         |           | 1        | 0,08     | 2            | 0.1          |
| Total, fransk førstevalg                                                            | 17       | 6,5      | 215       | 48,1      | 42       | 3,6      | 274          | 14,68        |
| d. For fransk mandat som andetvalg                                                  | 0        |          | 0         |           | 3        | 0,25     | 3            | 0,15         |
| e. For fransk “assistance” som andetvalg                                            | 0        |          | 0         |           | 0        |          | 0            |              |
| 3. Amerikansk—                                                                      |          |          |           |           |          |          |              |              |
| a. For amerikansk mandat                                                            | 2        | 0,8      | 36        | 8         | 19       | 1,6      | 57           | 3,05         |
| b. For amerikansk mandat, hvis mandat er obligatorisk                               | 3        | 1,1      | 3         | 0,66      | 2        | 0,17     | 8            | 0,4          |
| c. For amerikansk “assistance”                                                      | 3        | 1,1      | 86        | 18,2      | 975      | 84.3     | 1.064        | 57,0         |
| Total, amerikansk førstevalg                                                        | 8        | 3        | 125       | 28,0      | 996      | 86,1     | 1.129        | 60,5         |
| d. For amerikansk mandat som andetvalg                                              | 5        | 1,9      | 3         | 0,66      | 4        | 0,34     | 8            | 0,4          |
| e. For amerikansk “assistance” som andetvalg                                        | 0        |          | 3         | 0,66      | 0        |          | 3            | . 15         |
| 4. Valg af mandat overladt til Damaskus-konferencen                                 | 23       | 8,9      | 0         |           | 0        |          | 23           | 1,23         |
| E—Zionistisk program:                                                               |          |          |           |           |          |          |              |              |
| 1. For ét komplet zionistisk program (jødisk stat og immigration)                   | 7        | 2,7      | 2         | 0,45      | 2        | 0,18     | 11           | 0,59         |
| 2. For modificeret zionistisk program                                               | 8        | 3        | 0         |           | 0        |          | 8            | 0,4          |
| 3. Imod zionistisk program                                                          | 222      | 85,3     | 88        | 19,7      | 1.040    | 90,0     | 1.350        | 72,3         |
| F—Modstand og kritik:                                                               |          |          |           |           |          |          |              |              |
| 1. Anti-britisk—                                                                    |          |          |           |           |          |          |              |              |
| a. General anti-britisk                                                             | 0        |          | 2         | 0,45      | 1        | 0,08     | 3            | 15           |
| b. Specifik kritik af administration                                                | 0        |          | 0         |           | 0        |          | 0            |              |
| c. Modstand mod indgreb mod den frie adgang til Kommissionen                        | 0        |          | 0         |           | 0        |          | 0            |              |
| 2. Anti-fransk—                                                                     |          |          |           |           |          |          |              |              |
| a. General anti-fransk                                                              | 4        | 1,5      | 114       | 25,5      | 983      | 85,0     | 1.129        | 60,5         |
| b. Specifik kritik af administration                                                | 0        |          | 12        | 2,7       | 12       | 1,04     | 24           | 1,29         |
| c. Modstand mod indgreb mod den frie adgang til Kommissionen                        |          |          | 6         | 1,3       | 5        | 0,51     | 11           | 0,59         |
| 3. Anti-arabisk—                                                                    |          |          |           |           |          |          |              |              |
| a. General anti-arabisk                                                             | 7        | 2,7      | 23        | 5,1       | 5        | 0,51     | 35           | 1,87         |
| b. Specifik kritik af administration                                                | 0        |          | 0         |           | 4        | 0,34     | 4            | 0,2          |
| c. Modstand mod indgreb mod den frie adgang til Kommissionen                        |          |          | 0         |           | 0        |          | 0            |              |
| 4. Modstand mod Artikel 22 i pagten for Folkeforbundet                              | 0        |          | 78        | 17,4      | 955      | 82,1     | 1.033        | 55,3         |
| 5. Modstand mod hemmelige traktater, især traktater, der deler Syrien               | 0        |          | 48        | 10,7      | 940      | 81,3     | 988          | 52,9         |

## Konklusioner vedrørende Armenien
Kommissionen udtrykte støtte til oprettelsen af en armensk stat og afviste, at Tyrkiet ville respektere den armenske befolknings rettigheder i lyset af det armenske folkedrab under krigen.

## Rapporten
Dens offentliggørelse blev oprindeligt undertrykt som følge af forskellige årsager. USA's udenrigsministerie rapporteret senere, at offentliggørelsen "ikke ville være forenelig med offentlighedens interesse". Kommissionens rapport blev i sidste ende offentliggjort d. 2. december 1922 – i en udgave af magasinet Editor &amp; Publisher.
- Report of the American Section of the International Commission on Mandates in Turkey, Paris, August 28, 1919, Papers Relating to the Foreign Relations of the United States, The Paris Peace Conference, 1919, Volume XII, Field Missions of the American Commission to Negotiate Peace, Document 380, Paris Peace Conf. 181.9102/9 (Office of the Historian)
- King Crane Commission, “King-Crane report on the Near East,” Editor and Publisher 55 no. 27 (winter 1922)
  - 1. verdenskrigs dokumentarkiv
  - IPCRI
  - HRI

- King-Crane Commission Digital Collection, Oberlin College Archives

## Yderligere læsning
- "The Ironic Legacy of the King-Crane Commission". The Middle East and the United States. ISBN 9780786734504.
- Andrew Patrick (2015). America's Forgotten Middle East Initiative: The King-Crane Commission of 1919. I.B.Tauris. ISBN 978-1-78453-274-1.
- Smith, L.V., 'Wilsonian Sovereignty in the Middle East: The King–Crane Commission Report of 1919', in D. Howland and L. White, The State of Sovereignty, Bloomington: Indiana University Press, 2009.
- The Israel-Arab Reader: A Documentary History of the Middle East Conflict, edited by Walter Laqueur, 31-33. New York: B. L. Mazel, 1969.
- Friedman, Isaiah. The Question of Palestine, 1914-1918: British-Jewish-Arab Relations. New York: Schocken Books, 1973.
- Hourani, Albert. Syria and Lebanon: A Political Essay. London: Oxford University Press, 1946.
- Ingrams, Doreen. Palestine Papers 1917-1922 Seeds of Conflict. New York: Braziller, George, 1972.
- Khoury, Philip. Syrian and the French Mandate: The Politics of Arab Nationalism. Princeton: Princeton University Press, 1987.
- Longrigg, Stephen Hemsley. Syria and Lebanon Under French Mandate. London: Oxford University Press, 1958.
- Petran, Tabitha. Syria. New York: Praeger Publishers, 1972.
- Tibawi, Abdul. A Modern History of Syria: Including Lebanon and Palestine. London: Macmillan and Co, 1969.
- "Anglo-American Relations in Palestine 1919-1925: An Experiment in Realpolitik". Journal of American Studies of Turkey. {{cite journal}}: |archive-url= kræver |url= også er angivet (hjælp)

]